# Romina
Romina  è un nome proprio di persona italiano femminile.

## Varianti
- Maschili: Romino[2]

## Origine e diffusione
L'origine non è del tutto certa; potrebbe essere una variante del nome Romana, oppure un derivato del nome Roma. Utilizzato perlopiù in inglese, si è diffuso in Italia a partire dagli anni 1970 grazie alla fama della cantante Romina Power.

## Onomastico
In mancanza di sante con questo nome, che è quindi adespota, si può festeggiarne l'onomastico il 1º novembre, per la ricorrenza di Ognissanti; in alternativa, si può fissare il 23 febbraio, in memoria di santa Romana di Todi.

## Persone

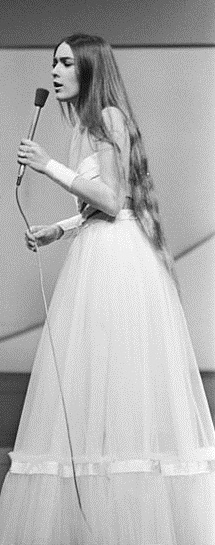
Romina Power

- Romina Armellini, nuotatrice italiana
- Romina Carancini, ballerina e showgirl italiana
- Romina Ciappina, cestista belga
- Romina Mondello, attrice italiana
- Romina Laurito, ginnasta italiana
- Romina Mura, politica italiana
- Romina Oprandi, tennista svizzera
- Romina Power, cantante, attrice e pittrice statunitense naturalizzata italiana
- Romina Yan, attrice, ballerina e cantante argentina

## Il nome nelle arti
- Romina è un personaggio dell'omonimo film del 2018, diretto da Diego Cohen.